# Виньле
Виньле или винеле (фр. Vignelait) — мягкий французский сыр, который производится в Иль-де-Франс и Бургундия — Франш-Конте. Относится к сырам с белой плесневой коркой.
Производится из непастеризованного коровьего молока и относится к сырам с высокой жирностью (triple-crème, 75 % жирности), так как в процессе приготовления в сыр добавляются сливки. Головка сыра весит 500—600 граммов, имеет диаметр 13 см и высоту 5 см.
В Бургундия — Франш-Конте виньле производится на Arbois fruitière (кооператив по производству и продаже сыра в коммуне Арбуа в департаменте Юра) и является фирменным продуктом сыроварни.
Сыр похож на Брийя-Саварен и поэтому иногда встречается название Брийя-Саварен Винеле (Brillat-Savarin Vignelait).